# Kabupaten de Situbondo
Le kabupaten de Situbondo, en indonésien Kabupaten Situbondo, est un kabupaten d'Indonésie situé dans la province de Java oriental.

## Géographie
Le kabupaten est bordé :
- Au nord, par le détroit de Madura,
- À l'est, par la mer de Java,
- Au sud, par le kabupaten de Bondowoso,
- À l'ouest, par celui de Probolinggo.

## Population
La population du kabupaten est en majorité constituée de madurais. Le reste est essentiellement javanais.

## Histoire

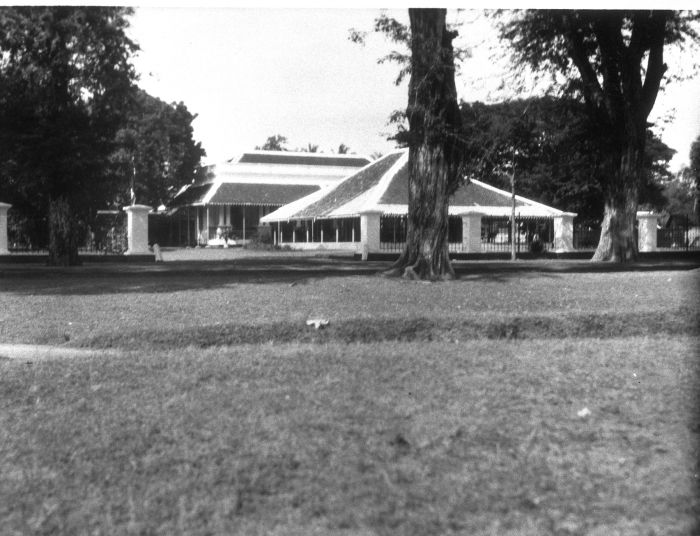
La demeure du regent de Situbondo (1927)

## Tourisme
Le parc national de Baluran se trouve dans le kabupaten.
Les plages de la région sont entre autres :
- Pathek : située à environ 5 km au nord de Situbondo, dans le village de Gelung.
- Pasir Putih : située à 21 km à l'ouest de Situbondo, dans le bourg de Bungatan
- Banongan.

L'ancienne usine sucrière d'Olean est candidate à la liste du patrimoine mondial de l'UNESCO.

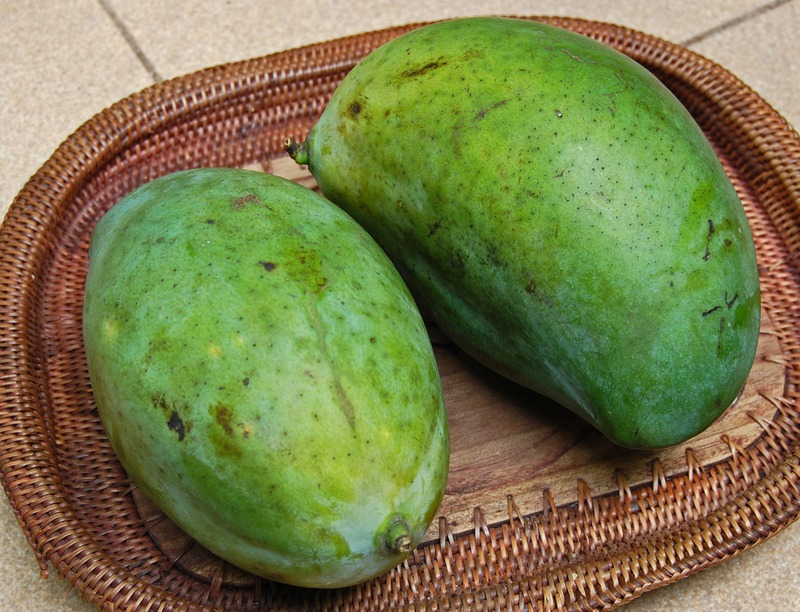
Mangues manalagi de Situbondo

## Autres
Situbondo est connue à Java pour ses mangues dont la variété s'appelle manalagi.
1. ↑  www.internationalsteam.co.id : "Olean Sugar Mill - a candidate for a World Heritage Site?"